# Textiles Fügen
Textiles Fügen umfasst laut einem Entwurf der DIN 8593-9 aus dem Jahr 1984 alle Fertigungsverfahren, die sich mit dem Fügen von oder mit textilen Werkstoffen befassen.
Zu diesen Fertigungsverfahren zählen u. a.:
- das Spinnen und Zwirnen zur Herstellung von Fäden (Garne, Zwirne) aus textilen Fasern (Spinnfasern, Filamenten);
- die Weiterverarbeitung der Garne und Zwirne durch Weben, durch maschenbildende Verfahren wie Wirken, Nähwirken, Kettenwirken und Stricken sowie durch Flechten, Klöppeln, Knoten (Knüpfen) zu textilen Flächengebilden, die als Fertigprodukte oder als Halbzeuge zum Konfektionieren von Bekleidung, Bettwäsche, technische Textilien u. v. m. genutzt werden können;
- das Vlieslegen, das zur Herstellung von überwiegend aus Fasern bestehenden textilen Flächengebilden dient, wobei der Zusammenhalt im Wesentlichen nur durch die den Fasern eigene Haftreibung bewirkt wird und sehr schwach ist;  die Vliese dienen deshalb meist nur als Vorprodukt für die Vliesstoffherstellung (verfestigte Vliese) oder für das Filzen;
- das Nähen mit textilen Werkstoffen (z. B. Nähgarn als Verbinden von textilen, aber auch nichttextilen – z. B. Leder, Papier – Fügeteilen).

Der Zusammenhalt zwischen den Strukturelementen (Fügeteilen) beim textilen Fügen wird durch Formschluss, Kraftschluss als auch durch Stoffschluss erreicht.